# 賭神系列電影角色列表
此列表所載的為賭神系列中的角色及其簡介，以下所列項目，志在以人物的重要性和出場多少為先。

## 中心及常見角色
- 「賭神」高進（周潤發飾╱（青年時代）黎明飾）

登場作品包括：《賭神》、《賭神2》、《賭神3之少年賭神》(青年時代)、《賭城風雲III》；在《賭俠》結尾以重播《賭神》片段形式短暫登場；在《賭城風雲》、《賭城風雲II》結尾亦曾短暫登場；在《至尊計狀元才》、《至尊無上II之永霸天下》曾提及其名字。
乃賭壇至高無上的第一高手，擁有超強賭技的人，通常使用心理戰術，但偶爾出千，論出千實力只有發瘋後的一代賭王聶萬龍及後輩高手石志康或能與其比媲。在賭局中是個認真的人，局外卻是極度悲觀主義者，且快意恩仇。
在《賭神》中有未婚妻 Janet 。
高進擁有幾項與別不同的習慣：從不拍照(可是每次下車閃光燈總是閃不停)坊間流傳著他罕有的背面照、平時喜歡吃FEODORA的苦味巧克力、在賭局中常挪轉著尾指的玉指環，每次於賭局都要用髮油將所有頭髮梳向後面。這些習慣的由來在《賭神3之少年賭神》中被交待。一次，靳能，即高進和高傲的契爺，安排了一次外圍賭局，賭誰是下一屆賭神，高進大熱，靳為免輸大錢，利用隨身唇槍在高進下巴打了一槍，從此高進失去味覺，唯獨吃FEODORA的苦味巧克力時，方有味道。這也解釋了為什麼高進在《賭神》中，因小小意外就瘋掉。（根據《賭神》中高進的解釋，吃苦味巧克力是為了戒菸，小小意外就瘋掉除了前段的撞擊是真的，後段再次撞擊後恢復正常，但因為懷疑有人陷害而繼續裝瘋賣傻。）尾指的玉指環，是高進小時候家裡工人四姊的，有一日四姊帶著高進去買菜，在路上遇到小七父親開的賭檔，最後沒錢了，只得拿戒指去賭，卻被想到突然有警察查緝，奔走之際小七為救高進而受傷，所以頭上有塊疤，而後他們因戒指及頭上的疤相認，後來由於小七因為高進而被襲，變成植物人，高進為了減輕她的痛苦，結束她的生命，以後永遠戴著玉指環，用以紀念小七。（然而根據《賭神》中高進的解釋，轉動指環只不過是其為騙陳金城而設下的佈局。）至於使用髮油，因為小七在高進第一次中槍後照顧他時，曾經說過她覺得用髮油將頭髮梳至後面很有型，高進於是強忍髮油的異味，為她而梳了這個髮型。
- 龍五（向華強飾╱（青年時代）陳小春飾）

登場作品包括：《賭神》、《賭神2》、《賭俠》、《賭俠2之上海灘賭聖》、《賭神3之少年賭神》(青年時代)、《賭城風雲III》。
暱稱「五哥」，上山宏次介紹給高進的神槍手，越南華僑，越戰曾經參加南越軍，為阮文紹時期南越特種部隊第十九連上尉，身手極厲害，為人冷酷、做事直接了當、表情不多，有人說只要他身上有槍就無人能夠殺他。龍五和高進兩人成為朋友，雖然不懂得賭博，卻「可以為他解決很多赌博以外的問題」。
高進曾多次以為龍五真的沒有表情，事實上只是深藏不露而已。在《賭神》結局中，龍五說自己笑的不好看，但依然微笑了；在《賭神2》中，高進以總值十五億美元的財產豪賭，其實賭本當中包括龍五所借出的全部家財，電影結尾時高進奇怪龍五冷峻的臉上居然流出淚水，龍五說：「我真的怕你把我的錢都輸光！」
在《賭神》中，高進與龍五初次見面互相介紹，可見兩人事前從不認識，然而在《賭神3之少年賭神》中，少年龍五卻早與高進相逢，並曾於地鐵車廂中激戰，明顯與《賭神》的劇情矛盾，但此後片中未再作交代。
龍五最初於《賭神》登場時，與江湖中人交往；《賭神3之少年賭神》所描述的青年時代龍五亦是為生計投靠香港黑幫(當時正值八十年代香港越南難民潮)。直到《賭俠2之上海灘賭聖》提到他協助香港警方辦案。
在《賭城風雲III》中，龍五等多名賭神系列電影角色亦有登場，龍五於片中成為國際刑警高層。
龍五的多名家族成員亦曾於一些電影中登場，均為身手不凡的警界中人，包括其妹龍九(出自《賭俠》)、其弟龍七(出自《賭聖2：街頭賭聖》)、其子龍十五(出自《賭城風雲III》，並由向華強親兒向佐飾演)。
- 「賭俠」陳小刀╱陳刀仔 （劉德華飾）

登場作品包括：《賭神》、《賭俠》、《賭城風雲III》；在《賭城風雲II》結尾亦曾短暫登場。
暱稱「刀仔(小刀)」。原為居住鄉村祖屋的小混混，總在夢想著怎樣能夠有多些錢。遇見失憶的高進後開始利用他的賭技贏錢。經過連串波折之後，最終成為高進的弟子，並跟從師父前往拉斯維加斯謀生。
他說過，雖然自己已達師父九成功力，但聲稱最難的就是變張三出來。
雖然《賭俠1999》系列的主角阿King同為劉德華飾演，但兩者並非同一人。
- 阿King （劉德華飾）

《賭俠1999》及《賭俠大戰拉斯維加斯》主角，幹練老千。
在《賭俠1999》開首，因千局被揭穿，腦部被仇家擊中以致色盲，並在逃走時誤殺仇家而入獄。出獄後捲入暗殺澳門賭業大亨馬交文的陰謀，被逼參加馬交文的大老二賭局。
在《賭俠大戰拉斯維加斯》，受中國政府官員所託，設局討回被大老千Peter朱所騙去的中國政府資金。
實際上在片中從未被稱為「賭俠」。
- 「賭聖」左頌星╱周星祖（周星馳飾）

登場作品包括：《賭聖》、《賭俠》、《賭俠2之上海灘賭聖》；在《賭聖延續篇：賭霸》開始及結尾亦曾短暫登場。
暱稱「星仔（阿星）」。與達叔一起由中國大陸來港定居，擁有特異功能。
在《賭聖》中，投靠台灣賭王陳松，並打敗洪光。
在《賭俠》中，星仔決心向賭神拜師，以洗去貧窮現狀。初期他和達叔並不受到刀仔的友善對待，後期漸漸與刀仔成為好友，而且一同對付侯賽因。
在《賭俠2之上海灘賭聖》中，敘述星仔向賭神拜師歸來後，因遭受尋仇，而引發穿越到舊時代上海的事件。
在《賭聖2：街頭賭聖》中並未登場，僅被泰國豪姬提及。
名字左頌星取自香港電影從業員左頌昇(左頌聲)的粵語諧音。
- 妹頭（梅豔芳飾）

《賭聖延續篇：賭霸》主角之一，「賭聖」星仔之姊、三叔黑仔達之姪女。中國政府轄下中國特異功能團副團長，受上級指派往香港捉拿擅自使用特異功能牟取私利的弟弟。由於抗拒使用特異功能賺錢，拒絕三叔幫助「賭霸」有喜出戰世界超級賭王大賽的要求，但後來得知有喜為弟弟籌醫藥費，而且賭王大賽參賽者洪光為勝利而草菅人命，終於將特異功能傳授予有喜。
片中的政府文件提到其正式名字為「吳芳好」(粵語版)。
- 「賭霸」有喜（鄭裕玲飾）

《賭聖延續篇：賭霸》主角之一，自稱「賭霸」的女騙徒，為患有腎病的弟弟籌醫藥費而在魚欄設千局行騙。冒認擁有特異功能，受三叔之邀代替「賭聖」星仔代表台灣參加世界超級賭王大賽。
片中人一直稱之為「賭霸」，只有一幕提及真實名字為「有喜」。
- 「蒙面賭聖」 God Bless You ╱奧米葛（葛民輝飾）

《賭聖2：街頭賭聖》主角。
暱稱「阿葛」。三叔黑仔達家鄉天神村的後輩，擁有特異功能，能感應別人內心想法、將物品變大、快速學會各種技能。被三叔邀請來港賺錢，後被澳門「街頭賭霸」雷泰利用，以「蒙面賭聖」身分成為第二屆世界賭王大賽香港代表。
- 黑仔達╱黑面蔡（吳孟達飾）

登場作品包括：《賭聖》、《賭俠》、《賭神》《賭俠2之上海灘賭聖》、《賭聖延續篇：賭霸》、《賭聖2：街頭賭聖》。
星仔、妹頭的三叔，好色而貪錢，但非常照顧星仔和阿葛。患有「先天性失控症」，當被子姪稱呼三叔時便會發作。
《賭聖2：街頭賭聖》中提及其家鄉為盛產特異功能人士的天神村。
在《賭聖延續篇：賭霸》中與六姑為夫妻關係。
- 「神龍賭聖之旗開得勝 」賭神之子沙三少（梁朝偉飾）

暱稱「沙沙」。沙三少好吃懶作，一心只想做賭仔，經過第一回合慘敗，決定找中國賭聖許文龍回來助陣。
在《神龍賭聖之旗開得勝》中，賭霸傳人任天仇為得至尊賭皇之名譽，挑戰賭神之子沙三少，進行三局兩勝制之賭皇大賽。
- 「賭魔」陳金城（鮑漢琳飾）

登場作品包括：《賭神》、《賭神2》；在《賭俠》亦曾短暫登場。
新加坡的賭王，常被高進稱為「老狐狸」。日本賭王上山宏次之父因曾敗於他之下而切腹自盡，上山欲請高進幫助報仇。陳金城與高進在一艘巴拿馬籍輪船上對賭，由於依國際公法，在公海上的輪船司法管轄權在輪船註冊國手上，而陳金城又與巴拿馬總統有點交情，故陳金城原以為高枕無憂。但因高進計謀，輪船未駛出公海，仍在香港領海，最後陳金城被香港警方拘捕並被判誤殺高義罪名成立（高進原以為可依謀殺罪判處陳金城30年徒刑，但最後僅以誤殺罪判刑5年）。
在《賭俠》中與前來探監的乾兒子海珊密謀向高進報仇，遂決定先拿高進的徒弟-刀仔來開刀，但後來海珊敗在刀仔和星仔的手上而功敗垂成。
在《賭神2》中（設定為4年後），陳金城提早出獄後投靠仇笑痴，但被迫與他對賭，及後更令他以手腳作賭注，使他失去雙手。最終在高進一行人暫住的屋內被屠軍帶領的殺手隊伍副手竊聽他的談話內容後將他擊斃，臨終前希望高進能為他報仇。
- 上山宏次（鹿村泰祥飾）

登場作品包括：《賭神》、《賭俠》。
日本賭王，日本黑幫「黑虎會」高層成員。曾與高進對賭但不曾勝利，兩人萍水相逢，聊天時講述自己身世，自命賭技不如高進，並請求他代表打敗陳金城，為父報仇。在《賭俠》中幫高進看管陳刀仔，並和龍五一同打理陳刀仔在香港的一切開銷，後來被海珊手下黑豹所殺，因為他是當時是少數知道「賭俠」就是陳刀仔的人。
- 大軍（程東飾）

登場作品包括：《賭俠》、《賭俠2之上海灘賭聖》。
中國大陸的特異功能高手之一，其中一眼的眼珠是白色的透視眼，所以被陳刀仔和周星祖稱為「單眼佬」。
在《賭俠》中，他應海珊要求對付同樣懂得特異功能的星仔，兩人功力相去不遠。最後被刀仔一眾玩弄，說了髒話而失去特異功能。
在《賭俠2之上海灘賭聖》中，他重得特異功能，又集合了同隊的師弟，向星仔報仇。由於多人用全力發功，導致地球磁場改變，時空產生空隙，令星仔、大軍和達叔被送到1937年的上海，他誤打誤撞加入川島芳子一眾，後因不憤其對待而倒戈暗中幫助用盡能量的星仔，令他擊敗法國賭神比爾卡桑，並連接1991年的特異功能部隊，使星仔得以返回現代，自己留在上海灘年代。
在《逃學威龍3之龍過雞年》中曾與「賭聖」的另一個對頭人洪光一起以街頭小老千的身分客串登場。
- 洪光（秦沛飾）

登場作品包括：《賭聖》、《賭聖延續篇：賭霸》。
人稱「洪爺」，香港黑道賭業鉅子，三叔稱他是「當今黑道中最矚目的人物，號稱賭王之王」。身體有殘疾，需使用拐杖及氣切發聲器，老謀深算，心狠手辣。
在《賭聖》中，本欲招攬「賭聖」星仔為自己效力，但因星仔投靠台灣賭王陳松而追殺星仔。親自代表香港參加第一屆世界賭王大賽，被代表台灣的星仔所擊敗。
在《賭聖延續篇：賭霸》中，因獲得特異功能大師嚴真傳授功力，身體回復健全並回到壯年狀態，但在世界超級賭王大賽中又敗于台灣代表「賭霸」有喜之手。
在《逃學威龍3之龍過雞年》中曾與「賭聖」的另一個對頭人大軍一起以街頭小老千的身分客串登場。
- 陳松（劉鎮偉飾）

登場作品包括：《賭聖》、《賭聖延續篇：賭霸》。
台灣賭王，洪光之死對頭。為人財大氣粗，喜歡抬頭仰天。
在《賭聖》中，邀請「賭聖」星仔代表台灣參加第一屆世界賭王大賽，對抗洪光。
在《賭聖延續篇：賭霸》中，又邀請「賭霸」有喜代表台灣參加世界超級賭王大賽，再次對抗洪光。
- 烏鴉（黃斌飾）

登場作品包括：《賭神》、《賭俠》。
陳刀仔的手下及好友。不太聰明，但敬重刀仔。
- （中東人）／阿三（Mansook Ahmed飾）

登場作品包括：《賭神》、《賭俠》。
住在陳刀仔所居祖屋的山上富宅的屋主，養有狼狗。為人不友善可親，總是拒人於外。
在《賭俠》中，他因為波斯灣戰爭而破產，房子被上山買下給陳刀仔，自己則住在山腳刀仔的故居，見證著兩人身世的逆轉。
他臨赴科威特向海珊決戰前，怒罵星仔和刀仔無謂的失意，激發了他倆「刀仔鋸大樹」，聯手挑戰另一個「海珊」。
最初在《賭神》中的設定實為香港出生、操地道廣東話而不諳印度語的印度裔人士，但在《賭俠》中變為科威特人。
- 綺夢 / 夢蘿（張敏飾）

第一位「夢女」，星仔的傾慕對象。首次出現在《賭聖》中，在《上海灘賭聖》最後也有出場。
後期在《賭俠》中改以「夢蘿」身份演出，初出場時亦被星仔誤認為綺夢，因欠債而被侯賽因利用成為挑撥達叔及星仔之間的工具，更令星仔失去特異功能，最後倒戈助星仔重獲特異功能。
- 大口九（成奎安飾）

小賭檔老闆，陳刀仔先後兩度在《賭神》及《賭俠》中從他的賭檔賺得賭本。
- 化骨龍（張家輝飾）

不務正業、流連街頭的人，終日混跡油尖旺街頭，視 King 為偶像。
在《賭俠大戰拉斯維加斯》中，他因為出千被捉，結果King及阿叻被迫接受中央委託的任務，中央才肯出手去救他。
在《化骨龍與千年蟲》中有平行角色。

## 賭神角色
- 高義（龍方飾）

高進堂弟及助手，實際上是一名吃裏扒外的叛徒，終日要高進請他嫖賭飲蕩，多年來一直不滿得不到高進一樣的錢財和地位而作出越軌行為。在高進失蹤後將 Janet 誤殺並姦屍。後圖謀與陳金城一起出賣高進，最終被高進反間成功，在高義手中黏上手槍，令陳金城誤殺高義，犯上誤殺罪。
- Janet （張敏飾）

高進的未婚妻，後被高義誤殺。
- 南哥（楊澤霖飾）

又被稱為南老大，其「高義，你TMD雜碎！」一句台詞，語法結構至今仍為廣大觀眾所使用，尤其以PTT鄉民所慣用。
- 阿珍（王祖賢飾）

刀仔的女友，原本攻讀護理學系，因刀仔而放棄學業。在《賭俠》中由烏鴉說出她已嫁人。
- 花柳成（吳孟達飾）

一定發財務公司負責人，高利貸放債人，因刀仔借錢未還而綁走刀仔，後由賭神高進和阿珍向他談判救出刀仔。
- 婆婆（陳立品飾）

刀仔、阿珍稱她為婆婆，刀仔收留賭神高進的第一晚婆婆大叫，刀仔以為賭神高進非禮婆婆，婆婆則分析賭神高進可能是得到失憶症。劇末刀仔要撕掉賭神照片，賭神高進扶著婆婆從房間走出來勸他。

## 賭俠角色
- 龍九（陳法蓉飾）

龍五之妹，英文名 "Kowloon" （九龍），任屬警察政治部高級督察。與龍五一樣身手不凡、一樣靈活用槍、一樣沒多表情，但與陳刀仔相處後開始多了一點表情。
- 夢蘿（張敏飾）

另一位「夢女」角色，擁有一同名酒吧。因向侯塞因借貸後還款不成功，而被指使令星仔失去特異功能，後幫助他回復功能打敗侯塞因。
- 海珊 ╱侯塞因（單立文飾）

陳金城的義子，不喜欢不服从自己的女人。欲冒賭俠之名，假以慈善為名創辦「賭神號」賭船，騙去東南亞各財主財產，並令賭神身敗名裂。最終被刀仔和星仔聯手揭穿其陰謀。
- 黑豹（柯受良飾）

海珊的保鑣，非常強捍，射擊技術與龍五的實力相近，常用重型和射程較長的軍械（例如狙擊步槍、雷明登）。在「賭神號」賭船上，龍五以身手佔優勢而擊斃了他。
"龍五手上只要有槍,誰都沒有辦法殺他"此一經典台詞就是出自黑豹之口

## 賭俠2之上海灘賭聖角色
- 丁力（呂良偉飾，源自電視劇《上海灘》的人物）

上海灘時代的大亨，宅心仁厚，有殺身成仁之勇，一直欲替許文強報仇。後為了感謝星仔替許文強報仇，允許星仔提出三個願望。對星仔的1990年代常常大惑不解。
- 周大福（吳孟達飾）

黑仔達父親，星仔祖父。自稱「金牌殺手」，但行為較女性化。曾經一星期失戀37次，導致他想上吊自殺，被星仔所救後，與丁力合作賣上海包，後與春天結婚。
- 吳春天（吳君如飾）

如仙朋友，後來成為周大福的太太、黑仔達的母親、周星祖的祖母。
- 黃金貴（龍方飾）

川島芳子的漢奸手下。誤將如仙推倒落樓，後被丁力所殺，為如仙報了仇。
- （上海市長）（田豐飾）

上海市的市長，有兩女，被川島芳子說服合作，後被黃金貴槍殺。
- 如仙（鞏俐/方季惟飾）

市長的大女，原已與丁力訂婚，但被黃金貴誤推落樓身亡。
- 如夢（鞏俐/方季惟飾）

市長的弱智小女，本集的「夢女」角色。在河邊散步時遇到剛巧時光倒流抵達的星仔。星仔離開上海灘年代時，把如夢拉進傳送位置，但大軍告訴他如夢會因年代差異而死，他最終使用了第三個願望：希望丁力他們好好照顧她。
- 川島芳子（黃韻詩飾）

來自日本成立「大東亞共榮圈」的間諜，很要面子，欲擊敗丁力以控制整個上海。
- Pierre Cashon （皮爾卡桑）（Declan Wong飾，為王敏德胞弟）

「法國賭神」，和星仔同樣擁有特異功能，在與星仔對戰之前，未嘗敗績，受川島芳子邀請與「今晚打老虎」對賭，在決勝一局發功過度加上受挫太大，吐血身亡。傳誦名言：「窩咬閹牌」、「幫窩查匹協」。
- 王局長（黃炳耀飾）

皇家香港警察一地區分局內的局長(但其制服上的官階卻是警務處處長)，自號「奪命剪刀腳」，並聲稱懂得同名絕技。為人性急不耐煩，容易生氣繼而破口大罵別人，是個火氣十足的上司。他也是「打電話問功夫」的節目主持人，亦以電話教授星仔固定技的破解方法及傳授「奪命剪刀腳」。
在《逃學威龍》中亦有平行角色。
飾演者黃炳耀在本作上映期間於德國旅行時急病而死。

## 賭神2角色
- 溫柔（張敏飾）

高進妻子，高進退隱後與他在法國居住，過著平靜的鄉郊生活。被仇笑痴召醫生強行取出胎兒，可能是因失血過多而亡，臨終前要高進一年之內不能再賭，並不能承認自己為賭神。
在劇情中有暗示知道自己長的像高進以前的未婚妻-Janet，但本人似乎並不介意，婚後和高進感情也十分的融洽。
- 海岸（柯受良飾）

台灣東湖幫首領，海棠及海遠之父，為人友善好客。在千賭湖遇見高進，隨即邀請他到遊船。海岸在船上被屠軍及其手下殺死，死前託付高進將兒子帶回海棠處。
- 海棠（邱淑貞飾）

海岸大女，東湖幫的未來繼任人，身手和賭技超卓，行事小心。
- 海遠（謝苗飾）

海岸小兒，非常早熟，曾三度失戀（因為對方嫌他年紀小），經常評價別人的IQ，花錢闊綽。
- 屠軍（盧惠光飾）

千賭湖船家，台灣東湖幫一員，及後跟隨仇笑痴。他聯同手下使海岸身處的遊船爆炸，之後帶領殺手隊伍闖入高進一行人所在的屋中，前後令陳金城和蕭遙中鎗身亡，最後被高進和龍五一同擊斃。
- 蕭遙╱蕭遙遙（吳倩蓮飾）

「武旅館」的女東主，暱稱遙遙，綽號「小結他」。非常仰慕高進，可惜在高進諾言完結的前一天，被屠軍帶領的殺手隊伍的搏鬥中鎗而亡，最終無緣親眼見到賭神，但在臨終前似乎已經猜到高進的真實身份但不說破。
- 蕭方方（梁家輝飾）

蕭遙遙兄，綽號「小喇叭」，自稱「長樂街神龍賭聖」，與妹感情不錯，對沒有保護好妹妹感到自責。在正式遇見仇笑痴時，暫代高進，但瞞不過海棠。在高進承認身份時向他為拜師。「長樂街神龍賭聖」之自稱出於梁家輝參演之《神龍賭聖之旗開得勝》。
- 禿鷹（羅家英飾）

蕭方方友，單眼船家一名，助蕭方方他們渡過台灣海峽，自稱懂得「大力鷹爪功」。真名「達文西」，為台灣派來的間諜，編號173173173(香港一成人交談電話號碼)。與郝精忠為敵。在揭露身份後幾人發生爭執，他掉了下海，下落不明。後來高進還曾冒用他遺留的證明欺騙台灣警局。(1994年的《國產零零漆》裡的角色亦同樣稱為「達文西」。)
- 郝精忠（徐錦江飾）

千賭湖區的公安大隊長，非常講求人權和實情。因為發生遊船爆炸事件及同為公安的小舅被殺而不停追捕高進一行人。在正式遇見仇笑痴時，暫代龍五。
- 張寶成（黃錦江飾）

以自己的特異功能自薦追查高進下落，並以不想再留在國內為理由，與仇笑痴合謀令高進於賭局中必敗，並要求仇笑痴給他五千萬美金。
最終由高進解說：他並非叫張寶成，而是中國最強的魔術高手兼高進的朋友。「張寶成」的出現其實是高進密謀一年而向仇笑痴復仇的計劃中的其中一人。高進對他的評價是“小平叔赢桥牌，还得靠他……”
原型為八十年代中國著名特異功能人士張寶勝。
- 仇笑痴（吳興國飾）

台灣東湖幫一員，自稱賭術世界第一，拙拙強迫已退江湖的高進與他對賭，殺害溫柔及其子，對首領海岸不忠，又吞併朱老先生「國際保護兒童基金」（或「救助兒童基金」）的十六億元美金。為人心恨手辣、自大，能做出達至瘋狂的行為。在賭局最終被高進的「一年之計」所騙，發難拔出象牙槍欲殺高進（由於一般槍枝會被金屬探測器發現而改用象牙製），但被高進以太刀剖腹而死。

## 賭神3之少年賭神角色
- 細七（袁詠儀飾）

高進的女友，與高進早已認識。高進被靳能射傷後一直對其照顧有加，最後得知高進因為保命而裝瘋賣傻後與其相戀。但最終因被豺狼推下樓後變成植物人，高進為了減輕她的痛苦，承認她為其妻子後親手關閉了維生儀器，結束她的生命。
- 牙擦蘇（張達明飾）

細七的好友。
- 靳輕（梁詠琪飾）

靳能的女兒，高傲妻子，原為高進之未婚妻，在高進與高傲的最後對戰中受靳能指示對換兩人的底牌，但可惜因為就此高傲就中了高進之計而敗北。
- 高傲（吳鎮宇飾）

高進師兄。與高進最後對戰中因中了高進之計而敗北，因敗北後因靳能見死不救後將其砍死，更欲想把高進砍死被龍五阻止後被制服。
- 靳能（鍾景輝飾）

高進和高傲的師父。座右銘「小心駛得萬年船」。出外時攜帶唇膏鎗，後被高傲砍死。
- 蘇圖（陳豪飾）

- 豺狼（鄒兆龍飾）

龍五在越南的仇家，受靳能指示殺害高進及龍五，最後把細七推下樓受高進及龍五重創後被高進踢下樓而死
- 毛球（吳志雄飾）

- 劉大千（徐錦江飾）

細七父親
- 四姐（黃文慧飾）

- 童年高進（張裕東飾）

- 童年細七（黃美棋飾）

- 乞兒貴（蔡業信飾）

貴哥
- 童年高傲（郭宏基飾）

- 童年靳輕（冼詠賢飾）

- 威哥（梁聰飾）

- 九叔（陳志雄飾）

神眼朱老九，受靳能指示坐在偷看高進的底牌。
- 國際裁判（葉景文飾）

- 國際主持人（李道儒飾）

- 醫生（陳小昆飾）

- 日本代表（張英莉飾）

- 韓國代表（潘翔光飾）

金一雄
- 泰國代表（伍寶珍飾）

- 菲律賓代表（胡惠聰飾）

Tony Morano
- 荷官（徐震華飾）

- 奶奶（顧錦華飾）

- 拜神婆（陳鳳冰飾）

## 賭聖角色
- 綺夢（張敏飾）

陳松派往洪光身邊的臥底，「賭聖」星仔的傾慕對象。
- Billy（尹揚明飾）

洪光的部下。
- 六姑（盧宛茵飾）

三叔黑仔達的鄰居，暗戀三叔。
- 澇女萍（吳君如飾）

三叔黑仔達的鄰居，於舞廳工作。
- 賣漁勝（元奎飾）

三叔黑仔達的鄰居，暗戀澇女萍。

## 賭聖延續篇：賭霸角色
- 嚴真（劉洵飾）

中國特異功能大師，受洪光聘用協助其出戰世界超級賭王大賽，將功力傳授予洪光。
由洪光飾演者秦沛配音。
電影《摩登如來神掌》中有平行角色。
- 妹頭師父（元華飾）

主角妹頭的師父，中國政府轄下中國特異功能團高層，職位估計為團長。協助妹頭對付特異功能大師嚴真。
- 六姑（盧宛茵飾）

前作《賭聖》中已登場的人物，本作中與三叔黑仔達結為夫妻，共同開設「賭聖聯誼會」。被妹頭施以「雌雄莫辯特異功」懲戒，變成男性聲線及臉長鬍鬚。
- 阿娣（盧冠廷飾）

六姑之弟，一心想跟妹頭學習特異功能，但妹頭稱之沒有慧根。最後他發現自己有十七條慧根。
- 大B（鍾鎮濤飾）

從廣州到香港行劫維生的大圈仔，有著劫富濟貧的道義。行劫時巧遇妹頭，成為妹頭的傾慕對象。後來不想再行劫，返回廣州。
- 賣漁勝（元奎飾）

前作《賭聖》中已登場的人物，三叔黑仔達的朋友，本作中與撈女萍結為夫妻。
- 萍（吳君如飾）

前作《賭聖》中已登場的人物，三叔黑仔達的朋友，本作中與賣漁勝結為夫妻，似乎跟從賣漁勝到魚欄工作。

## 賭聖2之街頭賭聖角色
- 「街頭賭霸」雷泰（林國斌飾）

第二屆世界賭王大賽澳門代表。
- 緣份（邱淑貞飾）

雷泰之師妹。
- 小龍（釋小龍飾）

雷泰之師弟，緣份之親弟，身手不凡的小童。
- 豪姬（彭丹飾）

第二屆世界賭王大賽泰國代表。
- 龍七（甄子丹飾）

龍五之弟, 龍氏家族另一成員，英文名 "Lone Seven" 。國際刑警特別調查員,調查雷泰的不法勾當。與龍五同樣身手不凡。

## 賭俠1999角色
- 阿King（劉德華飾）

- 馬交文（高捷飾）

澳門賭王，控制全東南亞的賭博業務及股份。 King 欲一決高下的夢想對手。
- 省鏡（李子雄飾）

馬交文手下，煙囪親弟。為人狡猾，屢次要脅阿 King 合作殺害馬交文並奪得巨額外圍足球賭博獎金，最後被 King 使計中計令馬交文發現，將他正法。
- 煙囪（吳毅將飾）

省鏡親兄。脾氣極差。識穿一次 King 所設下的賭局並發難， King 為救親弟及阿松誤殺煙囪。
- 阿松（張錦程飾）

King 的拍檔，主要與他一同上場下賭。 King 入獄後，阿松與 King 的妻子細芬一起生活。
- Rocky （吳志雄飾）

夜總會的常客，經常找晴。自稱為「傅家俊第二」的撞球高手，但被 King 輕易擊敗，並漸漸認識他的過人之處，遂欲拜他為師。
- 晴（朱茵飾）

化骨龍親妹。在夜總會中當公關以維持生計，無視 Rocky 的死纏爛打。對 King 有好感，不介懷兩人之間的忘年戀。
- 細芬 （張慧儀飾）

King 妻。不滿他置她和兒子於不顧而決定消聲匿跡，與阿松生活。後來被省鏡派人強姦。

## 賭俠大戰拉斯維加斯角色
- 阿叻（陳百祥飾）

- 阿扁（林熙蕾飾）

- 小心（郁芳飾）

- Peter朱（萬梓良飾）

騙去中國政府達40億的建築費且潛逃到美國拉斯維加斯, 但被美國政客和黑道包庇, 不能被引渡到中國受審。為人好色貪錢，但行事很小心，英文說得很差。

## 賭聖3之無名小子角色
- 無名（張家輝飾）

精通麻雀賭博的高手，後因一次賭局，被好兄弟出賣打至重傷並失明，後雖已恢復視力但仍假裝失明以逃避好兄弟的追殺，最終放棄親情和愛情以贏回尊嚴。